# Normier
Normier é uma comuna francesa na região administrativa da Borgonha-Franco-Condado, no departamento de Côte-d'Or. Estende-se por uma área de 5,22 km². Em 2010 a comuna tinha 52 habitantes (densidade: 10 hab./km²).